# Bodø

Panorámica de Bodø en 2007.
Foto de Lars Røed Hansen.

Bodø es un municipio y una ciudad de Noruega, capital de la provincia de Nordland y la segunda localidad más poblada de la región de Nord-Norge, con 50 185 habitantes en su término municipal en 2015.
Bodø se sitúa al norte del círculo polar ártico y tiene sol de medianoche desde el 4 de junio hasta el 8 de julio. Su posición entre el mar y el interior le ha otorgado un importante desarrollo económico desde el fin de la Segunda Guerra Mundial, apoyado en el sector terciario (especialmente comunicaciones y transporte).

## Etimología
El nombre de Bodø se ha utilizado por lo menos desde el siglo XVI. Posiblemente el nombre es una deformación de Bodin, localidad que en esa época era el centro religioso de la zona. El nombre Bodin posiblemente significa «lugar junto al río» en nórdico antiguo, pero también es posible que Bodø sea un nombre compuesto de bodeiarr («casas, viviendas») y ø («isla») y signifique por lo tanto «isla con casas».

## Historia

### Controversia sobre el estatus de ciudad
Bodø fue fundada en 1816 y fue proyectada como una ciudad comercial para los pescadores del norte de Noruega que hasta entonces dependían de Bergen. En los años previos había tres alternativas para la nueva ciudad: Brønnøy, Vågan y Hundholmen (como se llamaba entonces Bodø). En ese tiempo, Noruega formaba aún parte de Dinamarca y por lo tanto se creó una comisión del gobierno danés que comparó las tres alternativas. Hundholmen/Bodø fue elegida en 1813 porque su área se localizaba más al centro que Brønnøy, además de que sus alrededores contaban con mayor cantidad de madera que Vågan. Además, desde 1605 había un señorío en Nordland que tenía su sede en la actual Bodø.
Las Guerras Napoleónicas y la cesión de Noruega a Suecia en 1814 retardaron la fundación de la ciudad. Entre 1813 y 1816 el gobierno de Bergen gestionó con fuerza para evitar el establecimiento de una gran ciudad en Hundholmen, ya que lo consideraba una amenaza para el dominio casi total que Bergen mantenía sobre el comercio de pescado entre las islas Lofoten y el extranjero.
En 1814, Mathias Bonsak Krogh, obispo de Nordland y Finnmark redactó una «propuesta para el establecimeinto de una ciudad comercial en Bodø, Nordland». La propuesta motivó grandes protestas del gobierno de Bergen y el Storting creó una comisión especial para tratar el caso. Las protestas de Bergen terminaron cuando el Storting se pronunció al respecto en una votación en 1816: con 50 votos a favor y 6 en contra, la balanza se inclinó por la fundación de la ciudad, decisión que fue sancionada por el rey Carlos II el 20 de mayo de 1816.

### Estancamiento inicial
En los años inmediatos a su denominación como ciudad, Bodø no tuvo el crecimiento que se hubiera esperado, porque el flujo comercial continuó en gran medida entre Lofoten y Bergen. En 1824 Bodø contaba con 210 habitantes y su débil crecimiento provocó que el gobierno considerara en más de una ocasión el retiro de la categoría de ciudad.
Los dos comerciantes más conocidos de Bodø durante los primeros 50 años fueron Christian Jakhelln y Carl Johan Gerss. El primero, oriundo de Aalborg, Dinamarca, sería el pionero de una familia con gran tradición comercial en Bodø. El segundo era originario de Finlandia, y además del comercio legal se dedicaba al contrabando entre Bodø y el Reino Unido. Las actividades ilícitas de Gerss fueron descubiertas y resultaron en complicaciones diplomáticas entre Suecia-Noruega y el Reino Unido.

### La pesca del arenque y el desarrollo de Bodø

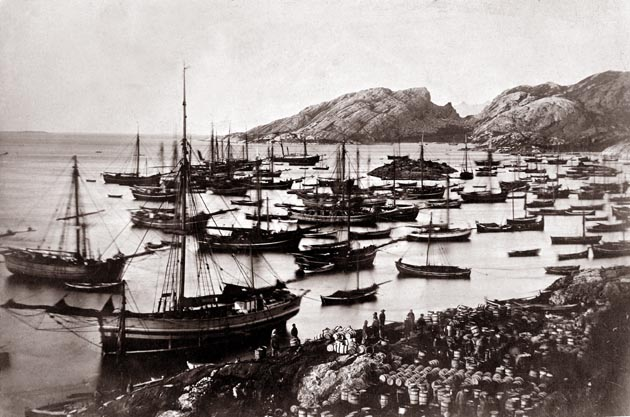
Pesca de arenque en Bodø ca. 1870
Foto de Thorstein Brændmo.

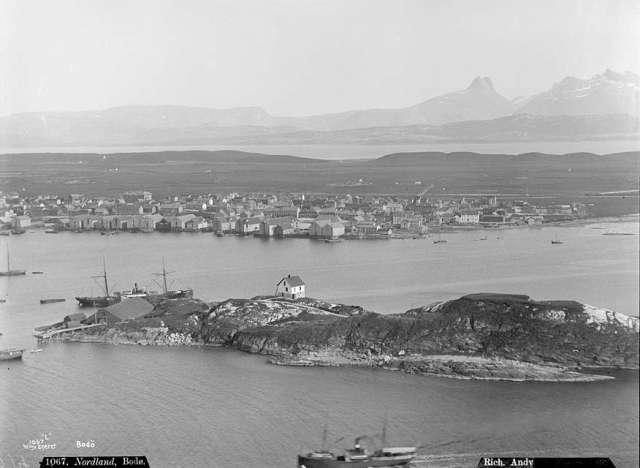
Bodø a finales de la década de 1880, vista desde Lille Hjartøy con Nyholmen en el fondo.
Foto de Axel Lindahl.

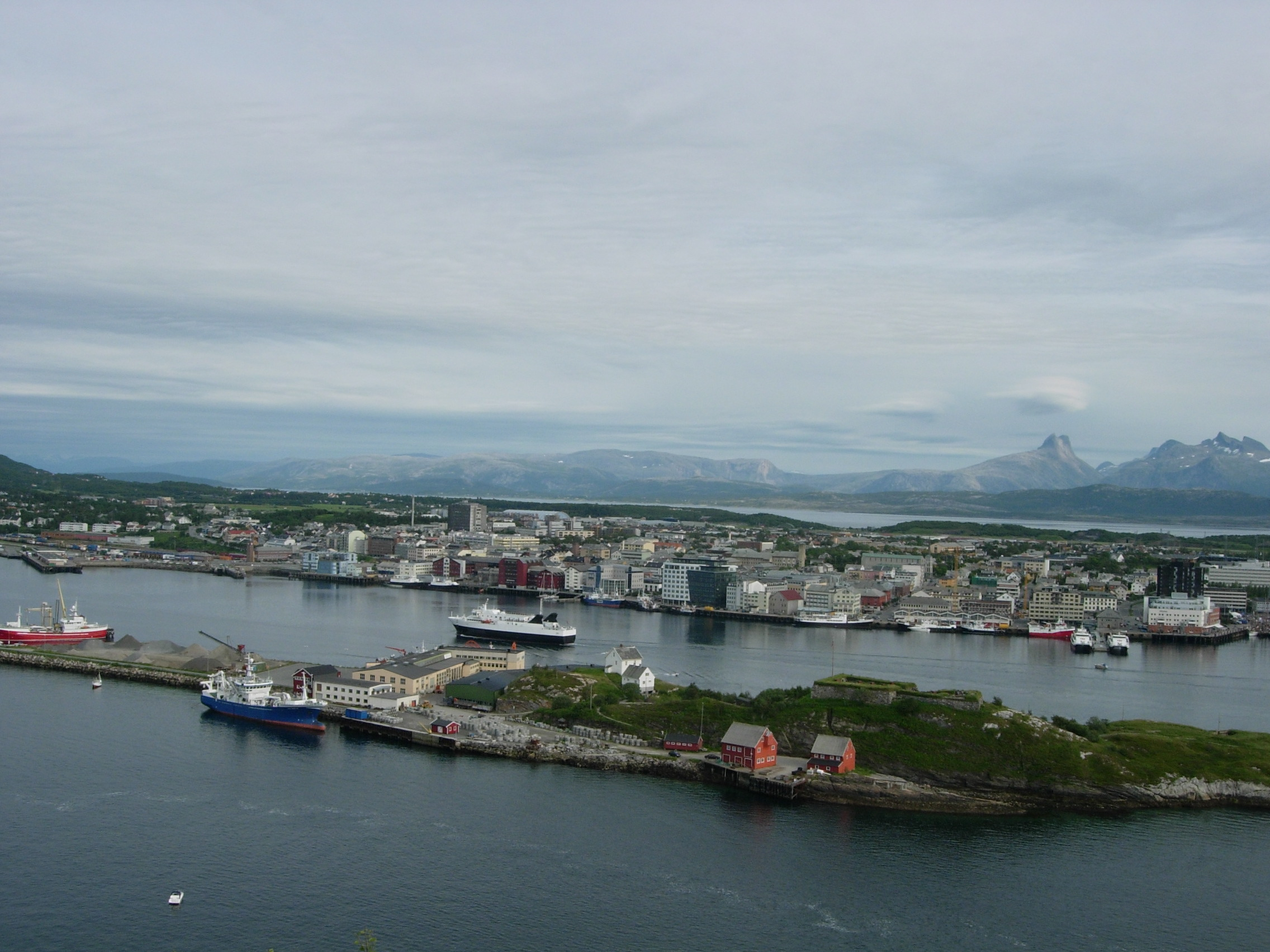
Imagen desde el mismo lugar en 2006.
Foto de Lars Røed Hansen.

Bodø experimentó un acelerado crecimiento desde 1855 cuando se explotó la llegada anual de arenques a la zona cercana al puerto, lo que representó una nueva base económica para la incipiente ciudad. En los años 1870 Bodø fue una de las ciudades con mayor crecimiento en Noruega.
Cuando la pesca de arenque disminuyó en la década de 1880, la ciudad ya había establecido nuevas direcciones económicas que mantuvieron el crecimiento demográfico. En 1900 Bodø tenía ya 6000 habitantes. Aunque alrededor de ese año la tasa de crecimiento disminuyó, Bodø había pasado entre 1865 y 1900, de ser la ciudad más pequeña de Nord-Norge a la tercera en importancia, tras Tromsø y Narvik.

### Florecimiento del comercio (1900-1940)
A finales del siglo XIX se establecieron nuevas empresas en la ciudad: un banco de comercio, fábricas de envases herméticos, astillero y una compañía de barcos de vapor. Al comenzar el nuevo siglo Bodø se había establecido como un centro de comercio y comunicaciones. El papel de las comunicaciones en la vida de la ciudad se fortaleció en 1904 cuando se construyó un dique rompeolas y muelles para vapores, lo que hizo que Bodø tuviese un puerto seguro y estable. Con el establecimiento de la Compañía de Vapores de Salten el puerto de Bodø jugó un papel clave en el comercio de la región. La mercancías que Salten necesitaba eran transportadas desde otras zonas del país y del extranjero a través del Hurtigruten hasta Bodø, y desde ahí se transportaban a través de la compañía local de vapores. Entre 1900 y 1940 la ciudad tuvo un crecimiento estable, pero moderado. El crecimiento económico se centró entonces en las actividades bancarias, el comercio, el transporte y la industria pesquera.
Una figura central en la economía de Bodø entre 1890 y 1940 fue el abogado y hombre de negocios Ragnar Schjølberg, quien participó en el desarrollo tanto de los transportes como de la actividad fabril y bancaria. Uno de los mayores proyectos de Schjølberg fue la creación de una congeladora de pescado en la década de 1920, que sería la mayor de su especie en toda Europa.

### Bodø durante la Segunda Guerra Mundial

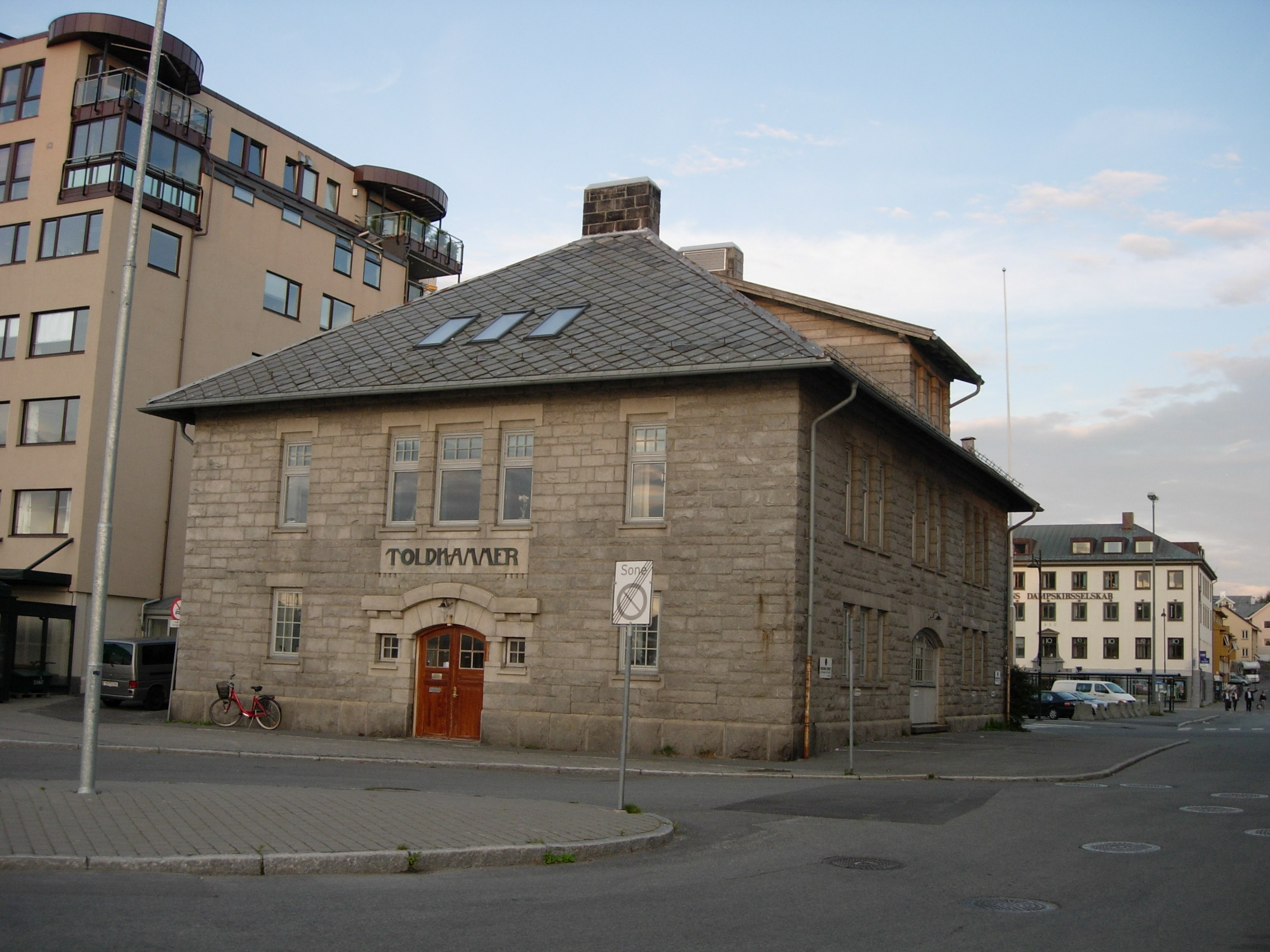
Aduana de Bodø, uno de los escasos edificios sobrevivientes a los bombardeos aéreos de la Segunda Guerra Mundial.
Foto de Lars Røed Hansen.

Bodø fue una de las ciudades noruegas que fueron bombardeadas por la Alemania Nazi durante la Segunda Guerra Mundial. El motivo del bombardeo de la ciudad no se sabe con certeza y existen dos teorías. Una de ellas sugiere que se trató de un bombardeo para aterrorizar a la población y disminuir la resistencia del gobierno noruego a la invasión alemana; otra se inclina a que fue una consecuencia colateral del combate en Narvik.
Durante mayo de 1940 Bodø fue sometida a un bombardeo aéreo menor, pero el 27 de mayo se produjo un gran ataque que dejó la mayor parte de la ciudad en ruinas. El ataque duró de las 18:00 a las 20:30 horas y consistió de más de 200 bombas expansivas y más de 1000 bombas incendiarias, si bien solo murieron 15 personas.
De las ciudades noruegas que fueron bombardeadas durante la guerra en 1940, Kristiansund, Steinkjer y Bodø fueron las que mayores daños experimentaron. De estas tres Bodø tuvo el mayor porcentaje de personas que se quedaron sin hogar (3700 habitantes, 59 % de la población), y el 67 % de sus edificios fueron destruidos. La ciudad perdió casi todas sus instituciones de servicios y sus comercios; en total un 75 % de las oficinas, almacenes y edificios públicos fueron presa de incendios. Todas las oficinas municipales, las escuelas y los bancos desaparecieron. El hospital quedó tan dañado que su actividad tuvo que ser suspendida.

#### Crisis de vivienda
En el verano de 1940 iniciaron los trabajos para otorgar un techo a los damnificados. Esto fue realizado gracias a que el gobierno otorgó un préstamo de 300 000 coronas, que se utilizó para construir campamentos provisionales en las afueras, terrenos que estaban destinados a albergar las nuevas zonas de la ciudad antes del estallido de la guerra.
En julio de 1940 la asociación Nasjonalhelpen (Ayuda Nacional) recibió una donación de la Cruz Roja Sueca para construir casas en los municipios noruegos dañados por la guerra. Las casas, de madera, fueron prefabricadas en Suecia, e incluían material de herrería, así como servicios sanitarios y electricidad. Si bien los suecos habían considerado levantar rápidamente las casas, las obras se retrasaron a causa de las malas condiciones del tiempo, de la oscuridad invernal y de la falta de personal calificado. Con todo, la mayor parte de la construcción de los edificios civiles de Bodø durante la ocupación fue realizada con la ayuda de la Cruz Roja Sueca, superando la mayor crisis de vivienda que haya tenido la ciudad. El problema de vivienda fue totalmente solucionado en 1945, cuando los últimos habitantes sin casa obtuvieron una nueva.

### Reconstrucción y posguerra

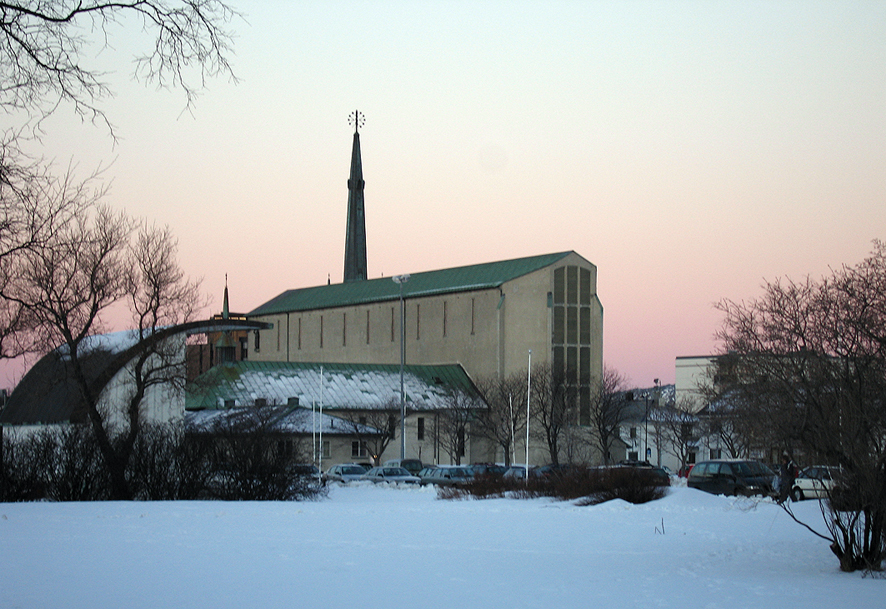
Catedral de Bodø.

En 1946, una vez alcanzada la paz, comenzó de lleno la reconstrucción de Bodø. Durante la guerra, la administración pública y los comercios ocupaban edificios provisionales. Para administrar las obras se creó una comisión de reconstrucción, que trabajó hasta 1952, cuando terminó oficialmente la reconstrucción de la ciudad, si bien el último edificio reconstruido, el ayuntamiento, quedó listo en 1959. En 1950 Bodø tenía ya el mismo número aproximado de casas que antes de los bombardeos de 1940.
El aeropuerto fue diseñado por el arquitecto Sverre Pedersen. Los dos reconocidos arquitectos Herman Munthe-Kaas y Gudolf Blakstad diseñaron, entre otros edificios, la catedral de Bodø. La reconstrucción le dio al centro de Bodø un aspecto peculiar, con sus sobrios edificios de estilo funcionalista típico de la posguerra. Uno de los ejemplos más destacados del estilo es la plaza del ayuntamiento, que se encuentra rodeada de cuatro edificios públicos: el ayuntamiento, la catedral, la casa de correos y la sala de música. El centro de Bodø es un ejemplo clásico del estilo funcionalista de los primeros años de la posguerra, del mismo modo que Ålesund es un ejemplo del modernismo.
Entre 1945 y 1965 Bodø experimentó un vertiginoso crecimiento de 5 415 a 14 054 habitantes. Este crecimiento es característico de la ciudad durante todo el período de posguerra y aún continúa a principios del siglo XXI. El mayor aumento de población ocurrió en la década de 1950, cuando se alcanzó la cifra de 40 % con respecto a la década anterior. Al inicio de la década de 1960 Bodø superó a Narvik en población y se convirtió en la segunda ciudad de Nord-Norge.
En los años 50 y 60 Bodø le dio un fuerte impulso a las comunicaciones. Antes de la guerra, la red de ferris Hurtigruten y en cierta medida la carretera nacional a través de las montañas Saltfjellet eran las únicas rutas efectivas de transporte que comunicaban a Bodø. Además del aeropuerto de 1947, en 1950 inició la construcción de una base aérea militar. El 12 de mayo de 1952 se inauguró la primera ruta civil aérea entre Bodø y Oslo. Las comunicaciones mejoraron aún más en 1961 cuando la línea ferroviaria Nordlandsbanen inauguró su tramo entre Bodø y Trondheim.

#### Bodø durante la guerra fría

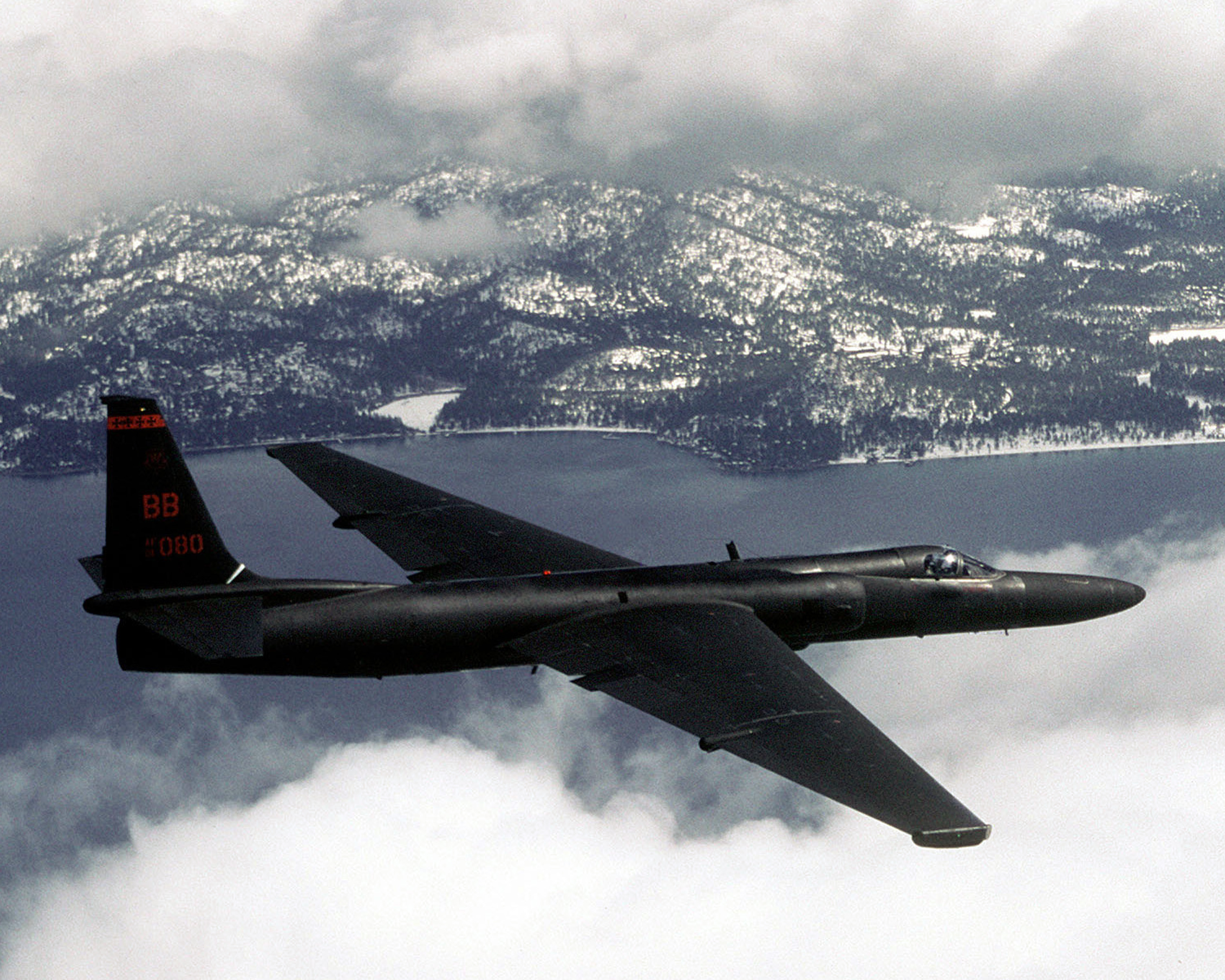
Un avión estadounidense como el del incidente del U-2.

En la posguerra Bodø tuvo una posición especial durante la guerra fría entre la OTAN y el Bloque del Este. La base aérea de Bodø fue una articulación en la estrategia defensiva de la OTAN y un posible punto de avanzada en caso de un eventual ataque de la Unión Soviética. Entre 1950 y 1955 la base aérea fue ampliada y utilizada como cuartel principal del comando aéreo Nord-Norge.
Desde 1958 hasta 1974 las instalaciones militares de Bodø fueron expandidas para albergar al mando superior de la región. En Reitan, una zona montañosa de las afueras de la ciudad, se construyeron las instalaciones que serían ocupadas desde 1963 por el mando supremo militar de Nord-Norge. El comando naval Nord-Norge también se estableció en el distrito y en 1971 todos estos comandos fueron integrados en uno solo, el Comando de Defensa Nord-Norge (Forsvarskommando Nord-Norge), que también tuvo su sede central en Bodø.
El aeropuerto de Bodø fue uno de los escenarios del famoso incidente del U-2, cuando un avión estadounidense U-2 que se dirigía a Bodø tras una misión de espionaje fue derribado en la Unión Soviética el 1 de mayo de 1960.
El 1968 el municipio de Bodin se incorporó a Bodø. Una segunda expansión de Bodø ocurrió el 1 de enero de 2005, cuando le fue incorporado el antiguo municipio de Skjerstad.

## Geografía y clima
El municipio de Bodø se localiza en el centro y oriente de la provincia de Nordland. Colinda al norte y al oeste con el Mar de Noruega, al noreste con el municipio de Sørfold, al este con Fauske y Saltdal y al sur con Beiarn y Gildeskål. Sus coordenadas son 67°18′ N 14°32′ E. Cuenta con una superficie de 1392 km².
El municipio se ubica justo al norte al círculo polar ártico, donde el sol de medianoche es visible desde el 2 de junio hasta el 10 de julio. Debido a la refracción atmosférica, no hay una verdadera noche polar en Bodø; sino que debido a las montañas al sur del municipio, el sol no es visible en la ciudad desde inicios de diciembre hasta principios de enero. El número promedio de horas de sol es mayor en junio con 221 horas totales; en mayo, con 218 y en agosto con 167, mientras que marzo cuenta con 114, octubre con 167 y diciembre solo 0.4.
La localización de la ciudad en una península desprotegida frente al Mar de Noruega, la convierte en una de las ciudades con mayor fuerza en los vientos de toda Noruega. La nieve forma una capa poco gruesa en invierno, en parte debido al efecto de los vientos pero también por causa de los inviernos relativamente suaves con algunas lluvias. La temperatura promedio en enero es de -2.2 °C, mientras que el 24 de julio se alcanza un promedio de 12.5 °C. La temperatura media anual es de 4.5 °C y la precipitación media anual de 1020 mm. Los meses más secos corren de abril a junio, con un promedio de 50 mm lluvia mensual, y los meses más húmedos corren de septiembre a diciembre con 120 mm promedio cada mes. El mes más frío registrado históricamente fue febrero de 1966, con una temperatura media de -8.9 °C, y el más caluroso julio de 1937, con 17.1 °C. En los años recientes se ha elevado la temperatura promedio.
| Parámetros climáticos promedio de Bodø    | Parámetros climáticos promedio de Bodø | Parámetros climáticos promedio de Bodø | Parámetros climáticos promedio de Bodø | Parámetros climáticos promedio de Bodø | Parámetros climáticos promedio de Bodø | Parámetros climáticos promedio de Bodø | Parámetros climáticos promedio de Bodø | Parámetros climáticos promedio de Bodø | Parámetros climáticos promedio de Bodø | Parámetros climáticos promedio de Bodø | Parámetros climáticos promedio de Bodø | Parámetros climáticos promedio de Bodø | Parámetros climáticos promedio de Bodø |
| Mes                                       | Ene.                                   | Feb.                                   | Mar.                                   | Abr.                                   | May.                                   | Jun.                                   | Jul.                                   | Ago.                                   | Sep.                                   | Oct.                                   | Nov.                                   | Dic.                                   | Anual                                  |
| ----------------------------------------- | -------------------------------------- | -------------------------------------- | -------------------------------------- | -------------------------------------- | -------------------------------------- | -------------------------------------- | -------------------------------------- | -------------------------------------- | -------------------------------------- | -------------------------------------- | -------------------------------------- | -------------------------------------- | -------------------------------------- |
| Temp. máx. media (°C)                     | 0                                      | 0                                      | 2                                      | 5                                      | 10                                     | 13                                     | 16                                     | 15                                     | 12                                     | 7                                      | 3                                      | 1                                      | 7                                      |
| Temp. mín. media (°C)                     | -3                                     | -3                                     | -2                                     | 1                                      | 4                                      | 8                                      | 10                                     | 10                                     | 7                                      | 4                                      | 0                                      | -2                                     | 2.8                                    |
| Precipitación total (mm)                  | 70.9                                   | 53.8                                   | 50.9                                   | 41.4                                   | 48.1                                   | 43.3                                   | 46.1                                   | 63.1                                   | 82.5                                   | 83.6                                   | 71.4                                   | 77.2                                   | 61.0                                   |
| Fuente: World Weather Information Service |                                        |                                        |                                        |                                        |                                        |                                        |                                        |                                        |                                        |                                        |                                        |                                        |                                        |

## Demografía

Evolución demográfica del municipio de Bodø.

El municipio de Bodø contaba el 1 de enero de 2008 con 46 163 habitantes de acuerdo a la Oficina Central de Estadística de Noruega (Statistisk sentralbyrå). Es una de las ciudades noruegas que mayor crecimiento poblacional ha tenido desde la década de 1990. Bodø es conocida también como un centro educativo, y su Colegio Universitario cuenta con 6000 estudiantes, varios de los cuales son parte de la población flotante.
El 1 de enero de 2008 la cabecera municipal contaba con una población de 36073 habitantes, mientras que en el término municipal había 46 049 (es decir, cerca del 80 %). Otras localidades son Løding y Løpsmarka con 3007 y 2306 habitantes respectivamente; Misvær, la cabecera municipal del desaparecido municipio de Skjerstad tenía en 2005 251 habitantes.

## Economía

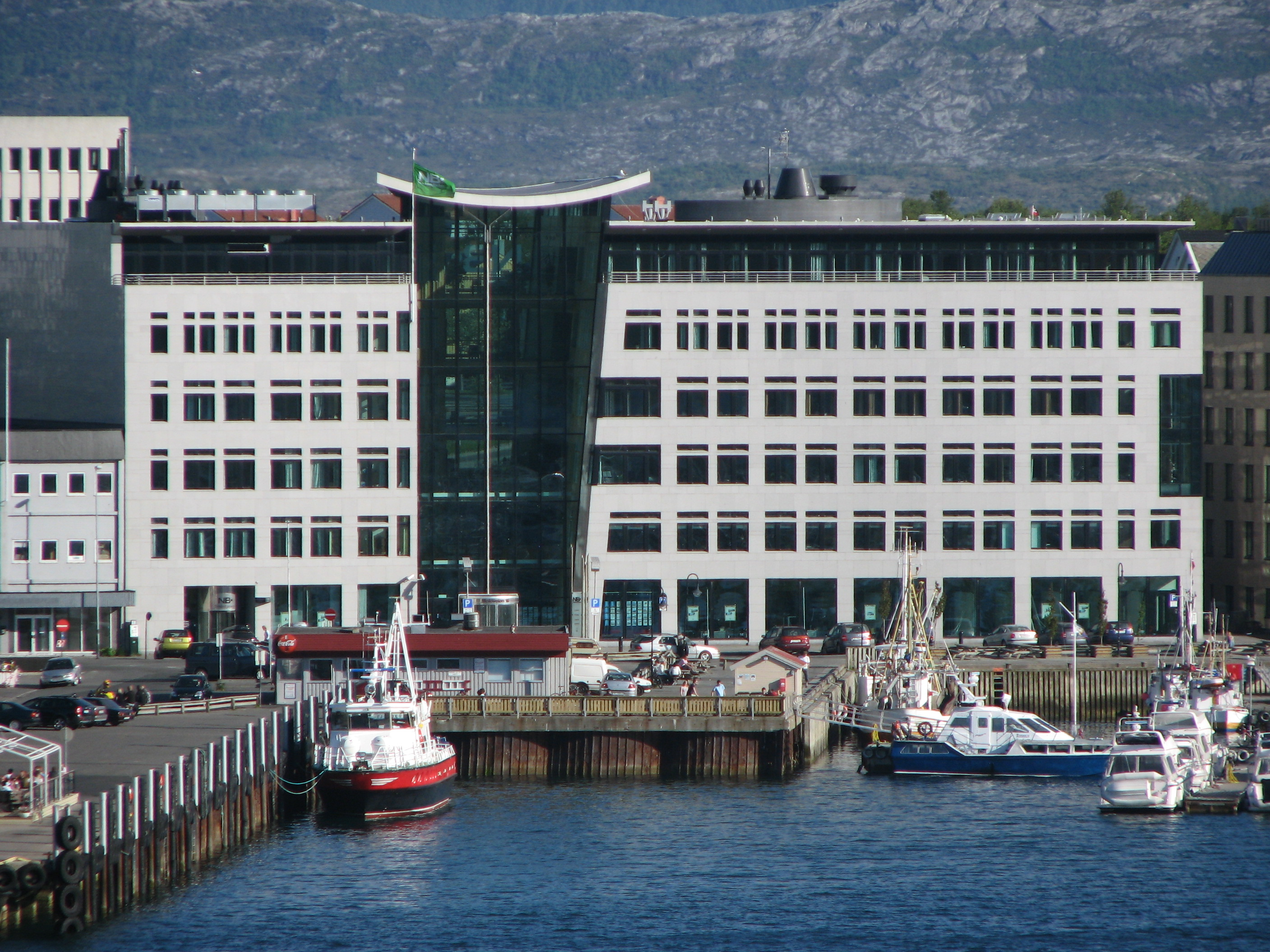
Oficinas centrales del Nordlandsbanken en Bodø.
Foto de Lars Røed Hansen.

Históricamente la industria pesquera ha tenido un papel central en el desarrollo de Bodø, pero tras la guerra mundial la construcción de algunos edificios, entre ellos la base aérea de la Real Fuerza Aérea Noruega, cambió la orientación económica de la ciudad de la industria primaria a los servicios. En 2004, un 87 % de la población económicamente activa del municipio trabajaban en el sector de servicios. Además de la base aérea, el municipio ofrece numerosas plazas relacionadas con la actividad gubernamental que le confiere el hecho de ser capital provincial, con la educación universitaria y con los servicios de salud (Bodø es sede de Helse Nord, la Agencia Regional de Salud para el Norte de Noruega).
Varias de las mayores empresas del norte de Noruega tienen sus sedes en Bodø, como el Nordlandsbanken (Banco de Nordland) y la línea aérea Widerøe. La otrora Nord-Norges Salgslag —ahora Nortura—, empresa de la industria alimenticia, mantiene desde el fin de la Segunda Guerra Mundial un rastro y una planta procesadora de cárnicos, que se dedica especialmente a la fábrica de fiambres.

## Educación y medios de comunicación

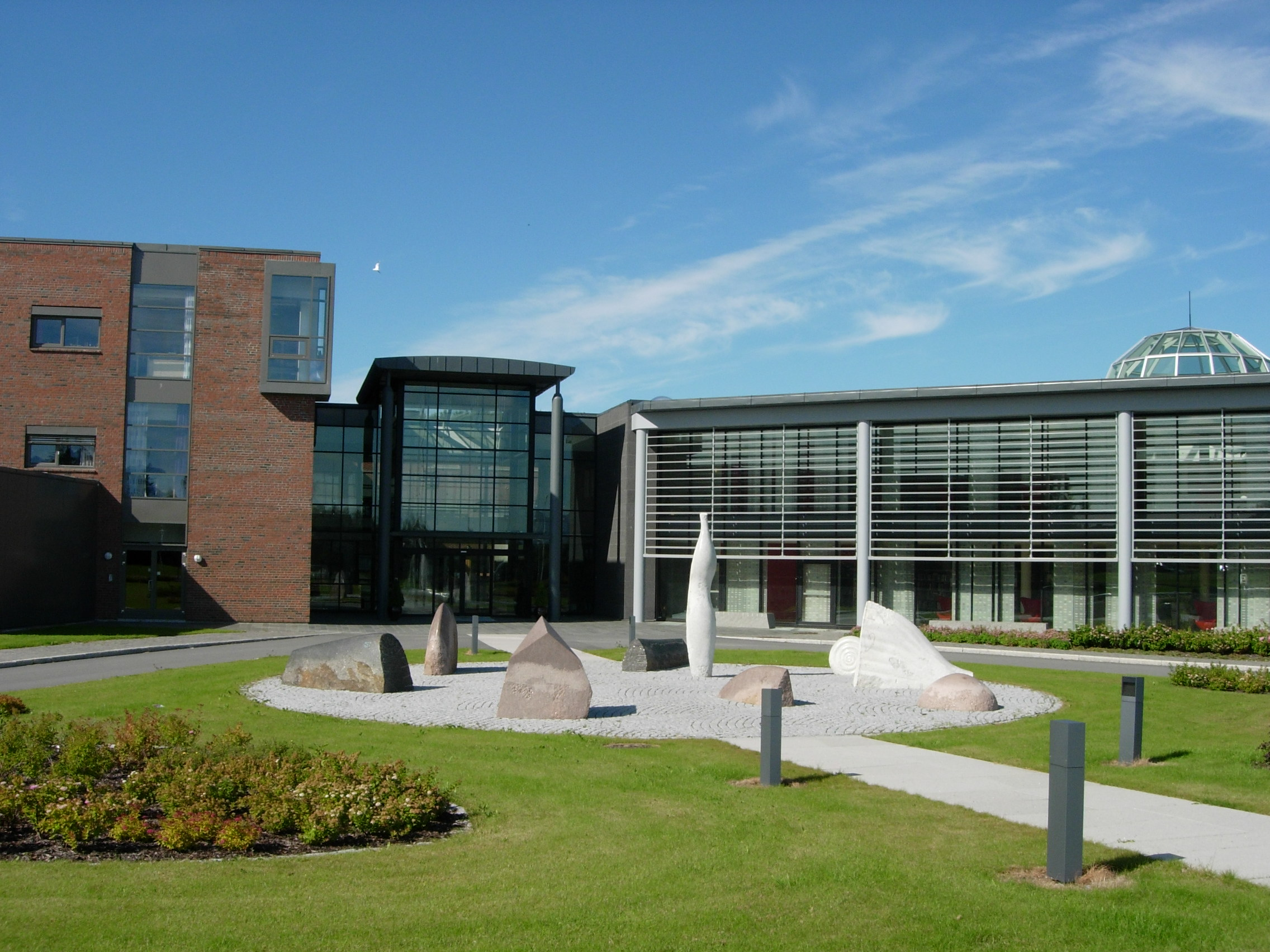
Colegio Universitario de Bodø.
Foto de Lars Røed Hansen.

Bodø es una de las ciudades de Noruega Septentrional con mayor tradición en la educación superior. Desde 1895 la ciudad contaba con un colegio privado de bachillerato, que es público desde 1900. En 1920 se fundó la Escuela de Enfermería de Bodø y en 1951 la ciudad tuvo su Escuela Superior de Maestros. La oferta educativa creció en 1970, cuando se abrió el Colegio Universitario Distrital de Bodø, que impartía las carreras de economía y administración, estudios pesqueros, y trabajo social. En los años posteriores la institución creció y para la primera década del siglo XXI es uno de los colegios mejor cualificados para obtener el grado de universidad. El Colegio Universitario de Bodø es además la única institución superior pública, además de la Escuela Superior de Comercio de Bergen, que otorga el grado de siviløkonom (economista civil) en Noruega. Además, el colegio otorga también becas para el grado de doctor.
En agosto de 1997 abrió un campus el Colegio Universitario Noruego de Policía, convirtiendo a Bodø en una de las dos ciudades noruegas que imparten educación policial a nivel profesional (la otra es Oslo).
La Escuela de San Eystein es la única escuela privada en Bodø y una de las cuatro escuelas primarias católicas en Noruega; el resto de la educación primaria y secundaria se imparte por el Estado. El 25 % de los alumnos de educación secundaria en Nordland acuden a la Escuela Secundaria de Bodø o a la de Bodin, ambas localizadas en el municipio.
El único diario impreso es Avisa Nordland, resultado de la fusión de Nordlands Framtid y Nordlandposten en 2002. Adicionalmente se distribuye en forma gratuita el semanario Bodø NU y existe en diario en línea AvisaBodø. En radio y televisión, la NRK tiene una sede regional en Bodø, la NRK Nordland.

## Comunicaciones

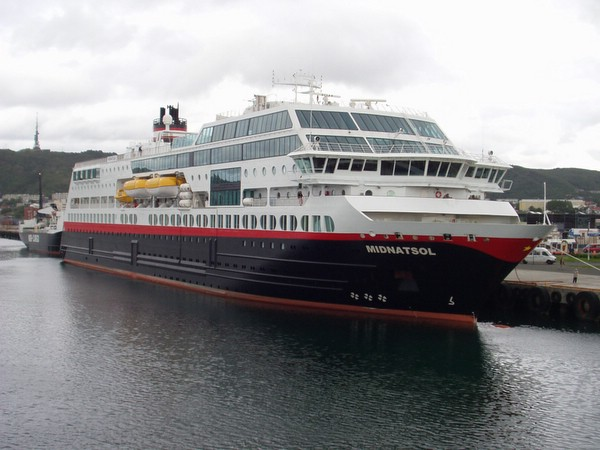
Un transbordador de Hurtigruten haciendo escala en Bodø.

### Carreteras y transbordadores vehiculares
Bodø está conectada por el este a Fauske a través de la carretera nacional 80 y la ruta europea E6. Al norte de la ciudad corre la carretera nacional 834 a Kjerringøy, con una etapa de transbordador sobre el Mistfjorden. La carretera costera nacional 17 sale por el sur hacia Steinkjer. Bodø también se enlaza por ferry con las localidades de Røst, Værøy y Moskenes, en Lofoten.

### Servicio aéreo
El aeropuerto de Bodø se localiza a solo 15 minutos del centro. Abrió para el tráfico civil en 1952. Las compañías SAS Braathens y Norwegian Air Shuttle tienen vuelos a Oslo, Trondheim y Tromsø. Widerøe ofrece vuelos a Andenes, Brønnøysund, Evenes, Leknes, Mo i Rana, Mosjøen, Narvik, Sandnessjøen, Stokmarknes y Svolvær; Kato Air a Røst, y Lufttransport tiene una ruta de helicópteros a Værøy.

### Servicio de tren
La estación de Bodø es terminal de la ruta ferroviaria Nordlandsbanen; abrió para transporte de mercancías en diciembre de 1961, y fue inaugurada oficialmente junto con la Nordlandsbanen el 7 de junio de 1962 por el rey Olaf V. Desde aquí salen viajes de día y noche a Trondheim y viajes locales a Rognan.

### Transbordadores
Bodø es una escala de la red de transbordadores de pasajeros Hurtigruten, con llegadas dos veces al día (una en dirección norte y otra en dirección sur). También hay ferris que dan servicio a las cercanías, comunicando a Bodø con la isla Landegode y los municipios vecinos de Steigen y Gildeskål, así como con Svolvær y Sandnessjøen.

## Defensa
En la base aérea militar de Bodø y el campo militar de Bodin la Real Fuerza Aérea Noruega mantiene destacados a los escuadrones 331 y 332 y a un batallón. En Bodø tiene su cuartel general el Landsdelskommando Nord-Norge, el comando responsable de la defensa de las tres provincias más boreales de Noruega (Nordland, Troms y Finnmark) además de Jan Mayen, Svalbard y la isla de los Osos. La ciudad es también sede del Museo Noruego de la Fuerza Aérea.

## Cultura y sitios de interés

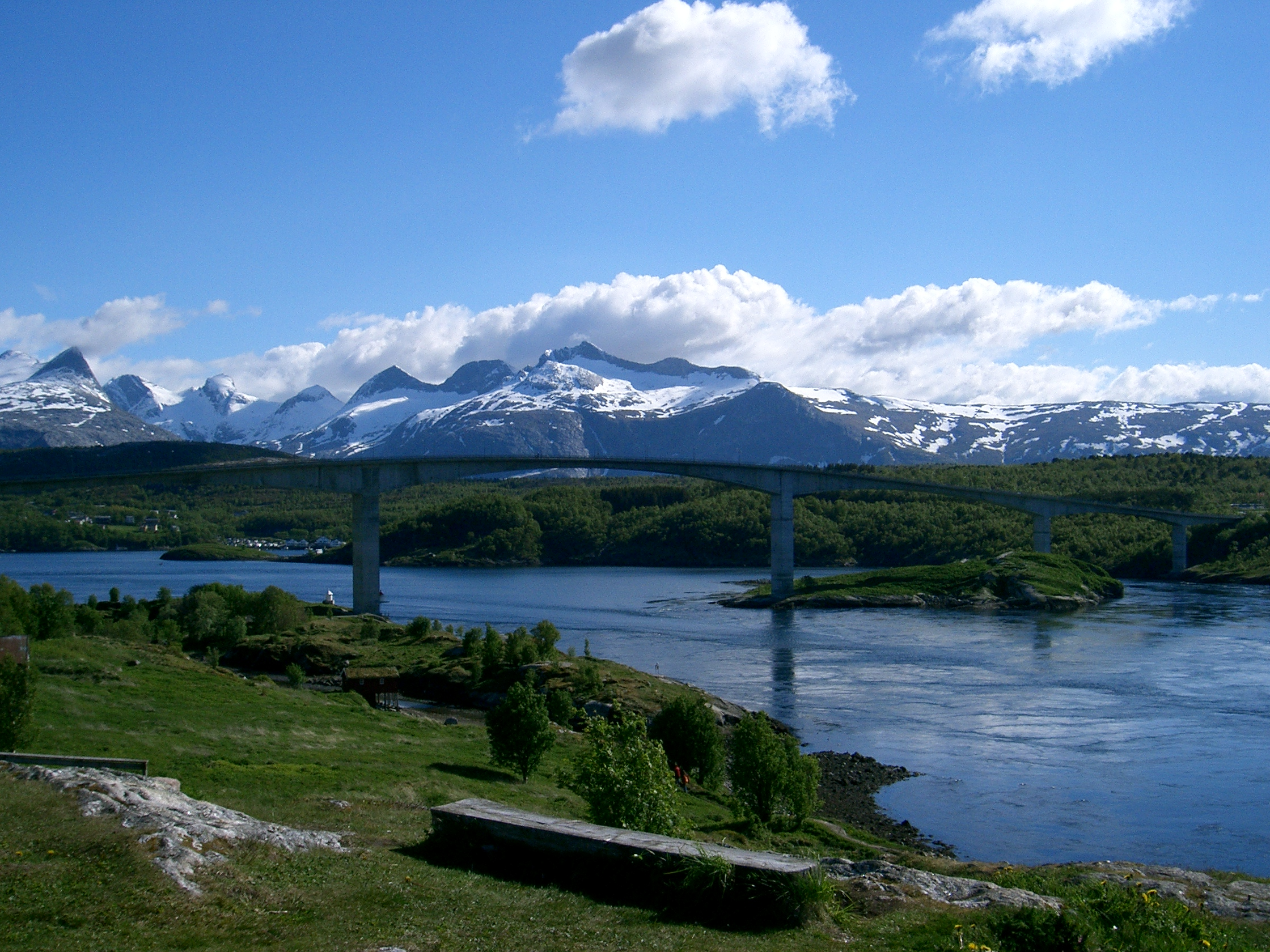
Saltstraumen, con los montes Børvasstindene en el fondo.
Foto de Guttorm Raknes

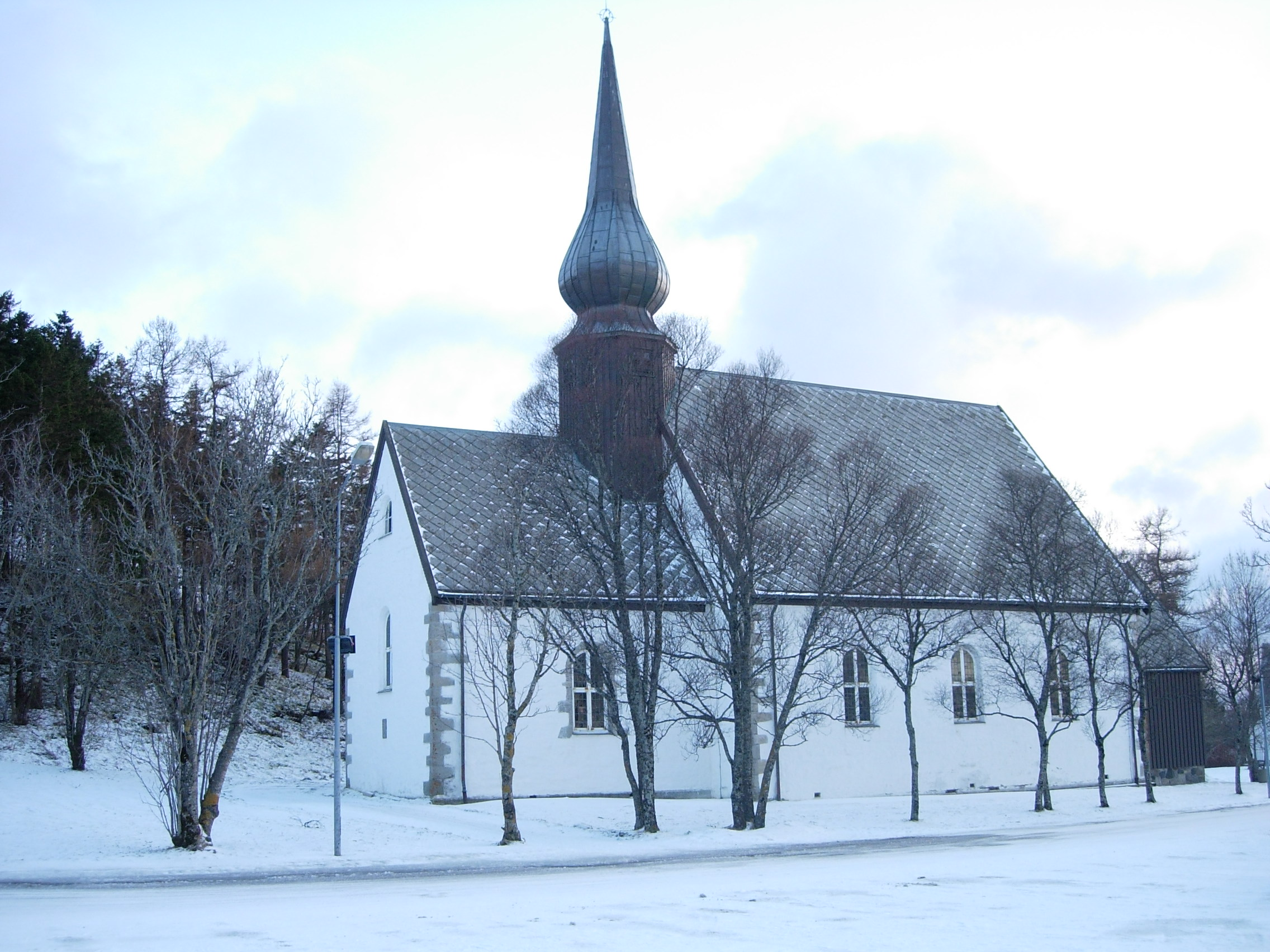
La iglesia de Bodin, el edificio más viejo del municipio.

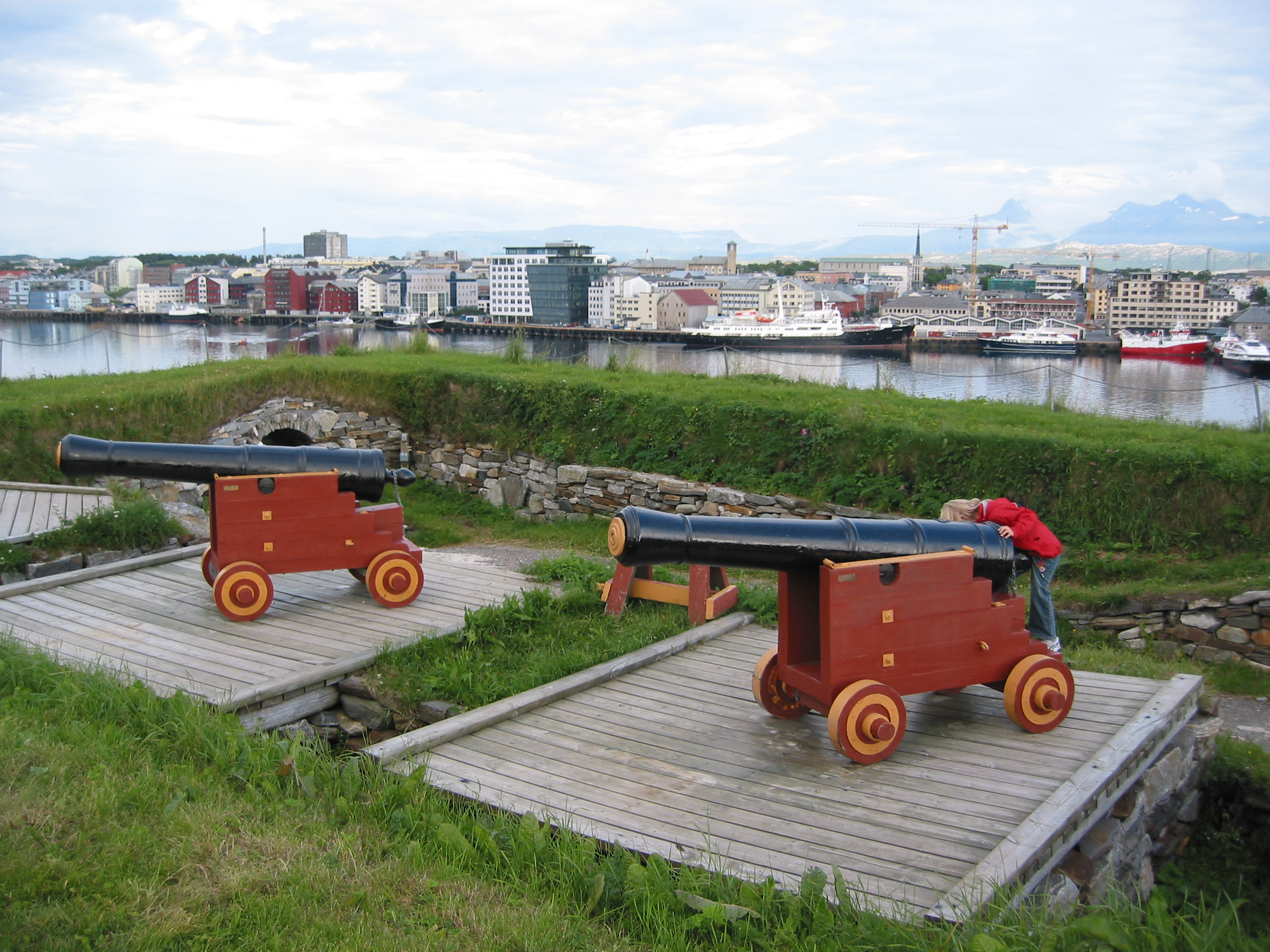
El fuerte de Nyholmen, frente al centro de la ciudad.

- Saltstraumen. El sitio de los mayores torbellinos de marea en del mundo (conocidos como Maelstrom).
- Bodø es conocido por su terreno apto para rutas turísticas de campo, así como por sus actividades de alpinismo tanto en verano como en invierno.
- El sol de medianoche.
- El municipio cuenta con la mayor población de águilas pescadoras en el mundo.
- La iglesia de Bodin, un pequeño templo románico del siglo XII remodelado en el siglo XIX.
- La vieja aduana de Bodø, un edificio modernista de 1912, sobreviviente de los bombardeos de 1940.
- El fuerte Nyholmen, una construcción de 1810 para proteger los almacenes de cereal del poblado de Hundholmen del ataque los barcos británicos durante las Guerras Napoleónicas.
- Las construcciones funcionalistas de la posguerra en el centro de la ciudad, como la catedral de Bodø, el ayuntamiento y el edificio de correos.

### Museos
- El Museo de Salten, con exposiciones sobre la cultura costeña de la región, la cultura sami, la historia de Bodø, y un tesoro vikingo de plata localizado en Bodø en 1919, con monedas anglosajonas y árabes.
- El viejo pueblo comercial de Kjerringøy, el mejor conservado de Noruega, conocido por la novela de Knut Hamsun Soñadores.
- El Museo Noruego de la Aviación y el Museo Noruego de la Fuerza Aérea tienen exposiciones sobre aviación civil y militar en Noruega. Fue inaugurado en 1994.
- La Galería Bodøgaard, un museo privado sobre arte y cultura, incluye una gran colección de obras de artistas del norte de Noruega y una colección etnográfica.

### Música
Entre las salas musicales destacan Hovedscenen Sinus y Kulturhuset Gimle; ambas han existido en la ciudad desde la década de 1980 y albergan con frecuencia conciertos organizados por clubes musicales locales. Bodø cuenta también con festivales musicales anuales:
- El Festival Musical de Nordland (Nordland Musikkfestuke), celebrado cada verano en Bodø y otras localidades de la provincia, con exhibiciones de música clásica y popular.
- El Festival de Música Hardcore de Bodø (Bodø Hardcore Festival), celebrado en el otoño o invierno, especializado en hardcore punk.
- El Festival del Parque (Parkenfestivalen), celebrado en el Rensåsparken cada otoño desde 2006; cuenta con la presencia de bandas de rock nacionales y extranjeras.
- El Festival del Club Nødutgang (Nødutgangfestivalen), celebrado cada verano alrededor del día de San Juan, con exhibiciones de música contemporánea, improvisación, industrial, noise y otros ejemplos de música vanguardista.

## Deporte

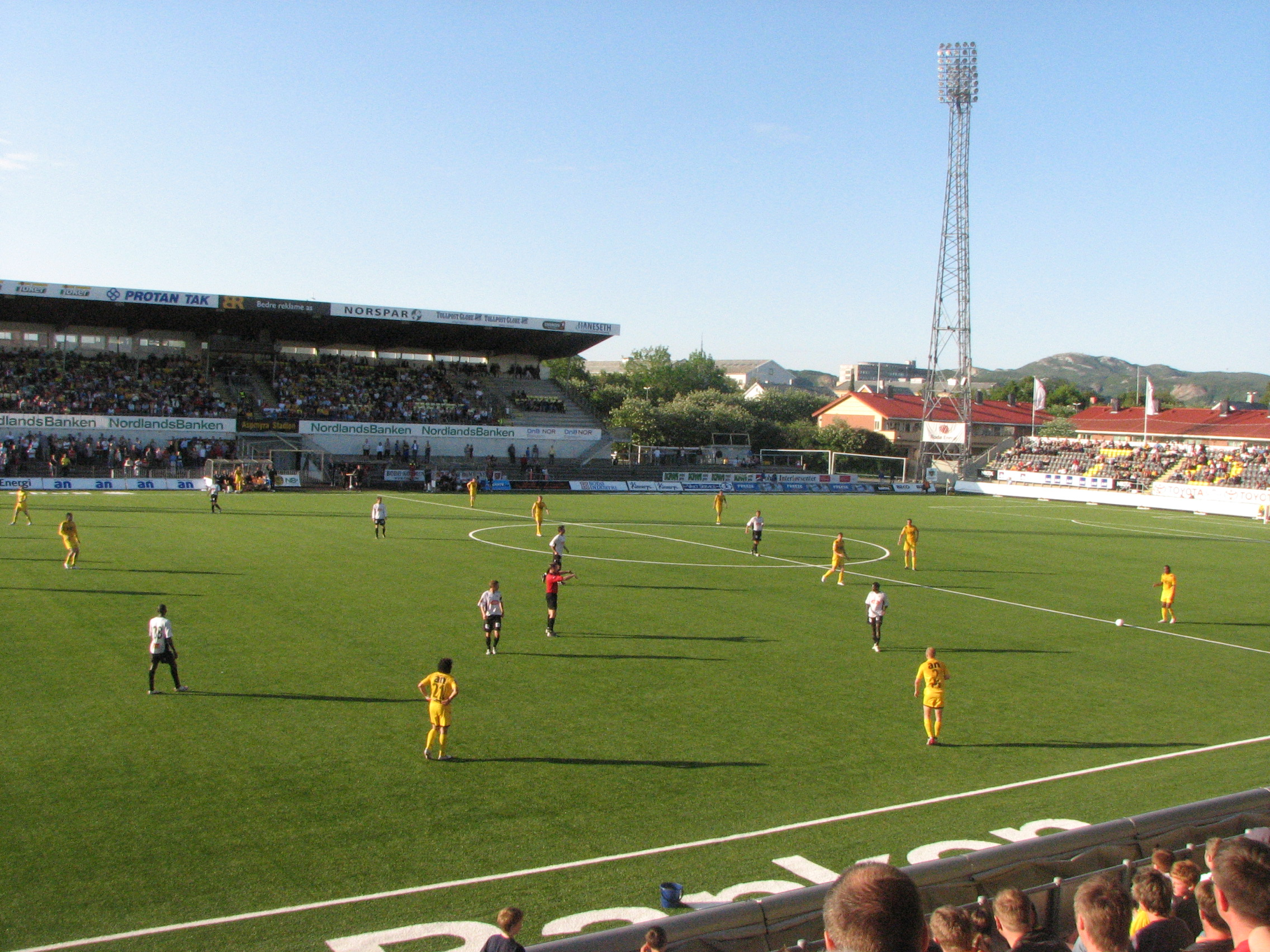
El club de fútbol Bodø/Glimt juega en el Estadio Aspmyra.
Foto de Lars Røed Hansen.

El club deportivo más conocido de Bodø es con mucho el club de fútbol Bodø/Glimt, que juega en la Tippeligaen de Noruega y ha sido ganador del torneo de copa en la Tippeligaen en 1975 y 1993. Además compitió en la Conference League 2021-2022 en donde llegó a cuartos de final.
En la categoría femenina el club de fútbol IK Grand Bodø juega en la Primera División de Noruega. El club llegó a aportar varias de sus jugadoras a la selección nacional, tanto en la categoría juvenil como en la selección mayor. Avanzó en 2006 a la Toppserien (la liga superior), pero descendió en 2007 tras jugar una sola temporada.
El club de balonmano I.K. Junkeren en su rama femenina formó parte de la liga superior, pero se retiró debido a problemas económicos. Bodø cuenta además con varios clubes deportivos tanto para adultos como para menores.

## Política

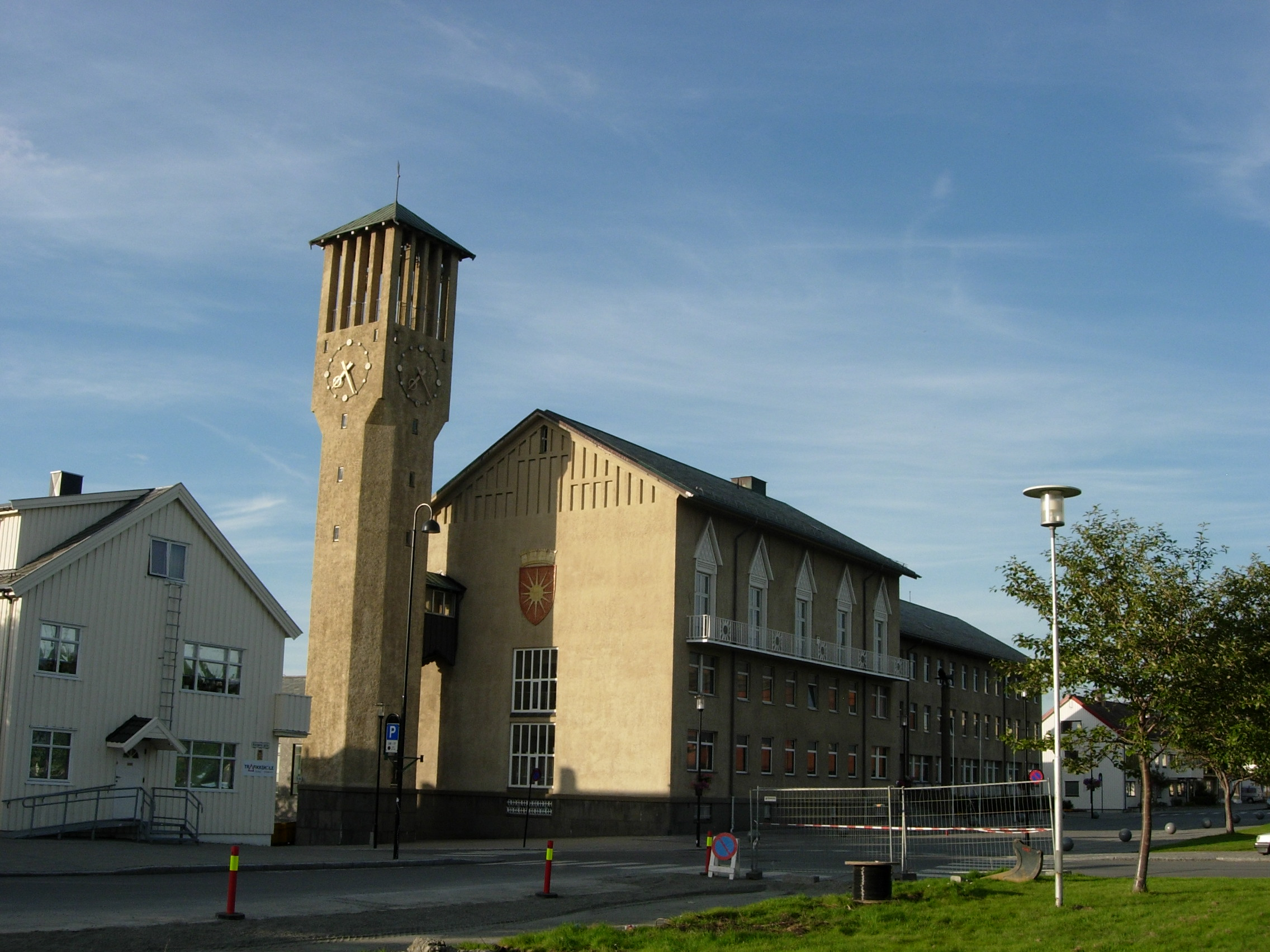
Ayuntamiento de Bodø.
Foto de Lars Røed Hansen

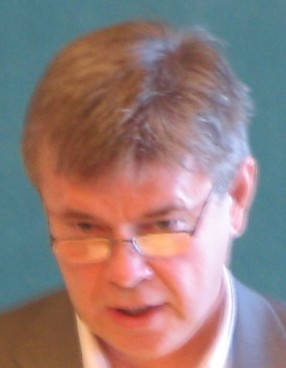
Ole-Henrik Hjartøy, alcalde de Bodø desde 2011.

El órgano político superior a nivel local es el Concejo Municipal de Bodø (Bodø bystyre), un organismo compuesto de 39 miembros o concejales electos por sufragio universal. Tras las elecciones de 2011, en el concejo se encuentran representados 8 partidos políticos, siendo las fuerzas mayoritarias el Partido Laborista, el Partido Conservador y el Partido del Progreso, con 13, 9 y 9 concejales cada uno.
La mesa directiva (formannskap) es el segundo órgano político. Está conformada por 9 miembros electos de entre el concejo, entre los que se hallan el presidente o alcalde (ordføre), y el vicepresidente. La mesa directiva es el brazo ejecutivo del gobierno municipal y por lo tanto en su elección intervienen acuerdos políticos para alcanzar una mayoría. En el período 2011-2015 se formó una mayoría entre partidos de derecha y centro, y el alcalde resultó el derechista Ole-Henrik Hjartøy.
El partido más votado es el Partido Laborista, que ganó la primera elección municipal en 1937 y tras la restauración de la democracia en 1945 se ha mantenido ininterrumpidamente como el partido de mayoría relativa o absoluta en el municipio. Tradicionalmente, el derechista partido Høyre ha sido la segunda fuerza política, aunque su respaldo subió sensiblemente en la última elección de 2011.
| Período   | Nombre                 |
| --------- | ---------------------- |
| 1978-1982 | Roar Nøstvik (H)       |
| 1983-1995 | Per Pettersen (Ap)     |
| 1995-1999 | Oddleif Olavsen (H)    |
| 1999-2011 | Odd-Tore Fygle (Ap)    |
| 2011-     | Ole-Henrik Hjartøy (H) |

| Partido                            | Concejales | Miembros de la mesa directiva |
| ---------------------------------- | ---------- | ----------------------------- |
| Partido Laborista                  | 14         | 3                             |
| Partido Conservador                | 13         | 2                             |
| Partido del Progreso               | 9          | 1                             |
| Partido Rojo                       | 9          | 1                             |
| Partido de la Izquierda Socialista | 3          |                               |
| Partido Liberal                    | 2          | 1                             |
| Partido Demócrata Cristiano        | 1          |                               |
| Partido de Centro                  | 1          | 1                             |
| Total                              | 39         | 9                             |